# Старообрядчество в Западной Сибири
Западная Сибирь — обширный географический регион, в который после церковной реформы Патриарха Никона направился поток ревнителей «древлего благочестия». По легендам старообрядцев на Алтае располагалось Беловодье — страна свободы.

## Юго-Западная Сибирь

### Приисетье
В конце XVII — начале XVIII веков одним из 4 центров старообрядчества Урало-Сибирского региона стало Приисетье (три остальных центра находились в окрестностях Нижнего Тагила, Екатеринбурга и в Алтайском крае): Кондинская (Кодская) Троицкая пустынь на Исети и ирюмские скиты. В Исетском районе жили двоедане, называвшиеся так, потому что по указу Петра I до 1782 года были обязаны платить двойную подушную подать. Духовным наставником старообрядцев Приисетья являлся Мирон Иванович Галанин (1726—1806), организатор старообрядческих волнений, которого местные жители называли Святым Миронушкой (день памяти — 8 июня) и которого некоторые исследователи считают основателем жанра крестьянской литературы. Могила М. И. Галанина с выстроенной над ней часовней в деревне Кирсаново является местом паломничества старообрядцев так же как и колодец Святого Тарасия, который находится вблизи деревни Дружинино Шатровского района Курганской области. В 1723 году в деревне Кирсаново состоялся собор, учредивший местное часовенное согласие — так называли себя ирюмские раскольники, поповцы, которым пришлось обходиться без попов. Ещё один старообрядческий собор был созван около 1690 года под Тюменью, о чём сообщает в «Сибирских посланиях» их обличитель Тобольский митрополит Игнатий (Римский-Корсаков). Также в 1723 году проходил Ирюмский, а в 1777 году — Невьянский соборы. Старообрядческий собор часовенного согласия в 1840 году проходил в Тюмени и окончательно постановил не принимать священников из других согласий, службы проводить грамотными стариками в храмах без алтарей — часовнях.
В ночь 6 января 1679 года бывший тюменский поп Дементиан (в монашестве Даниил) устроил массовое самосожжение в пустыни на реке Берёзовке близ Ялуторовска, в котором, по разным источникам, погибло от 1700 до 2700 человек. Димитрий Ростовский в своём труде «Розыск о раскольнической брынской вере» объясняет, что зачинщиком выступил некий «Оська лжечернец, емуже прозвание Астомен, родом Армянин, от града Казани»: «Егда бо Оська Армянин лжечернец привезен бе на Тюмень, прельсти в свое развращение некоего попа, именем Дометиана; и купно с предреченным Якунькою Лепихиным прельщающе, многих, и в пустыни отводище, сожигаху». При этом со ссылкой на послание своего предшественника митрополита Игнатия святитель Димитрий сообщает, что Оська Астомен, Якунька Лепихин и Аврамко, «бывшие в странах Сибирских на Тюмени», «учащии людей сожигатися, собравше себе ученики и единомысленные други, и поспешники злым делам своим, сие лютое и бесчеловечное творяху беззаконие и мучительство: многих прельстивше, и в пустая места заведше жены, и девы, и отрочата, первее оскверняху тех всяким блудом, таже во избы, на то в лесах уготованные, затворяху оныя, и закрепивше вход, сожигаху, а имения их взимаху себе. И тако сугубою смертию погубляху прельщенных, душу и тело убивающе, душу грехом, тело же огнем… Доброе ли есть дело, еже прельщенных, пред сожжением их, жен, девиц и отрочат, посквернити блудом, еже бысть на Тюмени?.. Ибо сугубо зло творят таковые соблазнители: душу и тело погубляют; душу грехом, а тело огнем». Также в «Розыске…» говорится, что «егда на Тюмени множество людей в лесах сожгошася, слышаны быша по вся нощи на том месте плачевные гласы: ох, погибли! ох, погибли! Смрад велий от места того долгое время исхождаше. Тоже бысть и в Томском уезде».
В 1682 году в ответ на московское стрелецкое восстание в Утяцкой слободе Тобольского уезда произошло массовое самосожжение старообрядцев, — «утятская гарь», унёсшая жизни более 400 человек. В Пасху 1687 года в селе Каменка под Тюменью сожглись около 400 человек. 24 октября 1687 года в Тюменском уезде на реке Тегень состоялась «тегенская гарь», в которой погибло около 300 человек. Еще одна «гарь» состоялась 26 августа 1688 года в деревне Другановой Тюменского уезда, жертвами стали 210 человек. В 1722 г. в Ишимской волости, произошло самосожжение в двух пустынях и некоторых деревнях, и в том же году на Рождество Христова «в одной храмине самоохотно сгорели, а сколько, неизвестно»; 1724 г. в тюменском уезде в пустыни на сожжение вместе с детьми собралось 190 человек, из них разбежалось 45, а остальные 145 человек сгорели. По данным Тобольской духовной консистории, в период 1679—1763 годах было устроено 32 гари, в которых погибло около 5000 человек. Неудачей кончилась попытка Мирона Галанина организовать самосожжение в 1754 году близ ирюмской деревни Вохминой, после чего он с группой других старообрядцев скрывался на острове в Бахметских болотах Тюменского уезда. Задолго до этого, ещё в 1701 году тюменский воевода Осип Тухачевский узнал о тайном ските на Бахметском болоте и скрывающихся там старообрядцах и выслал вооружённый отряд, который сжёг всё монашеское поселение. В настоящее время на острове можно увидеть остатки скитов и дорогу-стлань через болото и кладбище. Авраамов остров, названный по имени упокоившегося на нём инока Авраамия (в миру Алексея Венгерского), по сей день служит местом паломничества старообрядцев. В 1756 году близ села Каменки в Тобольской епархии состоялась гарь под предводительством старообрядческого наставника Андрея Шамаева.
Ялуторовский округ называли «гнездом раскола», потому что в 1839 году здесь проживало 13568 старообрядцев, приемлющих священство и поклоняющихся иконам, и 1954 старовера, не приемлющих священство. Старообрядцы жили также в деревне Козловке, сёлах Ворсиха, Готопутово, Александровка, Малосорокино, Сорокино. С новообрядцами жили в добрососедстве, но для гостей-новообрядцев имели особую посуду. Сорокинские старообрядцы своего молельного дома не имели, поэтому служили службы на дому у членов общины по очереди. В первой половине XIX века возникло сочинение «Разглагольствие тюменского странника» за авторством Ивана Ипатова, пойманного полицией в 1842 году. В конце XIX века в деревне Жидки, которая теперь входит в состав Курганской области, родился Сафон Лаптев, о котором рассказывается в «Урало-Сибирском патерике» — крупном историко-агиографическом сочинении русских часовенных старообряцев, созданном в конце 1940-х — начале 1990-х годов.

### Васюганская равнина
Весною 1722 года в Таре произошел бунт старообрядцев, в результате его крайне жестокого подавления число жителей поселения сократилось вдвое. В 1756 году приняли смерть 172 старообрядца Чаусского острога Тобольской епархии. Для «гари» они выбрали пустое место за деревней Мальцевой, между болотами и озёрами. Туда они перенесли из ближайшей деревни четыре избы, две из которых, поставленные рядом, образовали некое подобие храма, в который готовящиеся к смерти собирались для общей молитвы. В подполье каждой избы они собрали солому и сосновые стружки. Дома окружал «стоячий тын», в окна вставлены железные решётки, ворота были постоянно закрыты. На крышах постоянно, день и ночь, стояли четыре человека из числа самосожигателей с заряженными ружьями. В собрание не допускали никого, кроме тех, кто желал умереть.
В Томском уезде некий Васька Шапошников, инициировав массовое сожжение, собирался покинуть место, но был удерживаем самосожженцами и погиб вместе с ними, о чём рассказала девочка, отправленная на поджог вместо Васьки в последний момент. Красочный рассказ об этом содержится в «Розыске…» Димитрия Ростовского: «И устрой великие три храмины деревянные, и вся, яже к скорому возжжению, уготова. Воевода же града Томска, слышав яко собрашася мнози в пустыни жещися, посла к ним иереи и иные мужи, еже увещати я, да не погубляют сами себе. И егда тии к прельщенным доидоша, Васька всех собранных в храмине запер, сам же на верх возшед, глаголаше к пришедшим: мы горим здешним огнем, вы же огнем вечным и ныне горите, и тамо горети будете: отъидите отсюду… Васька, сошед в храмину, глагола: изыду в окно из храмины, да зажгу собранное окрест хврастие, и паки семо вниду. Девка же некая рече ему: не иди ты, но малу девочку пошли зажещи; он же сам хотяше изыти акибы зажжения ради, самою же вещию да зажег их, сам убежит. Уготовал бо бяше меж храминами теми тайную яму и земный исход далек, да туды убежит со имением, еже остает по сожигаемых… Хотящу убо тому окаянному Ваське изыти из храмины, акибы во еже зажещи, девка оная с прочими, нападше на него, держаху того крепце, глаголюще: нас хощешь погубити, а сам хощешь бежати. И испустиша окном малу девочку, да зажжет уготованное хврастие; девочка же тая зажегши, и погибель сожигаемых видевши… По сожжении же тех, поселянин некий тогоже Томского уезду тужаше и плакате, яко от дому его Васька он проклятый осмь душ мужеского и женского пола, прельстив и в пустыню свед, погуби с собою сожжением. Пришед же поселянин той на оное место, идеже сожгошася прельщеннии, хождаше над пепелом, рыдая о домашних своих; и абие услыша плачевныя гласы от пепел а исходящия: ох, погибли! ох, погибли! он же ужаса от гласов тех исполнився, и мало постояв, иде скоро оттуду, и возвести во граде и в селех, яже слыша».

## Научное изучение истории старообрядчества Сибири
В Западной-Сибири и на Урале сложилась целая научная школа
историков, занимающихся изучением старообрядчества. Ученые
публикуют сохранившиеся старообрядческие рукописи, изучают
биографии видных старообрядцев, исследуют исторические и
богословские вопросы относящиеся к истории старообрядческих
согласий. В Новосибирске к видным представителям
этого научного направления относились
сотрудники Института истории СО РАН
Н. Н. Покровский,
Н. Д. Зольникова,
на Урале А. Т. Шашков.
Ныне над этой темой в Новосибирске работают Наталья Сергеевна Гурьянова и Николай Алексеевич Старухин. В Томске над историей старообрядчества работает Елена Ерофеевна Дутчак.